# 约翰·雷茨
约翰·雷茨（英語：John T. Reitz）为一位美国重录音混音师。他获得过1次奥斯卡最佳音响效果奖，并获得过5次提名。自1976年起他参与制作过180多部电影。

## 精选影视作品
雷茨获得过1次奥斯卡金像奖，并得到5次提名。
获奖
- 黑客帝国 (1999)[1]

提名：
- 天堂之日 (1978)[2]
- (2000)[3]
- 父辈的旗帜 (2006)[4]
- 逃离德黑兰 (2012)[5]
- 美国狙击手 (2014)[6]